# Tyrannochthonius nanus
Tyrannochthonius nanus es una especie de arácnido  del orden Pseudoscorpionida de la familia Chthoniidae. Es una especie pequeña que comúnmente alcanza los 0,90 mm

## Distribución geográfica
Se encuentra en las Islas Salomón y en  Nueva Guinea.